# Rio Tupana
Rio Tupana är ett vattendrag i Brasilien.   Det ligger i delstaten Amazonas, i den centrala delen av landet, 1 800 km nordväst om huvudstaden Brasília.
I omgivningarna runt Rio Tupana växer i huvudsak städsegrön lövskog. Trakten runt Rio Tupana är nära nog obefolkad, med mindre än två invånare per kvadratkilometer.